# François Stahly

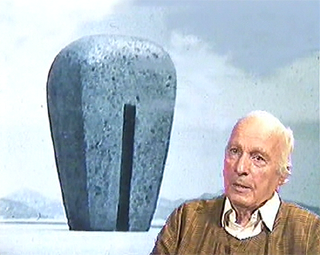
François Stahly (Encyclopédie audiovisuelle de l'art contemporain)

François Stahly (Konstanz, 8 maart 1911 – Meudon, 2 juli 2006) was een Franse beeldhouwer.

## Leven en werk
Tiziano Stahly, zoals hij oorspronkelijk heette, werd in de Duitse stad Konstanz geboren als zoon van een Italiaanse vader, de portretschilder Léopold Stahly, en een Duitse moeder, Elisabeth Kraft. Na de dood van Léopold Stahly in Lugano in 1915, bleef de familie in Zwitserland leven, waar Tiziano zijn jeugd doorbracht. Hij volgde in een drukkerij een opleiding tot lithograaf en typograaf en bezocht in de avonduren de Kunstgewerbeschule in Winterthur. Hij studeerde aansluitend schilder- en beeldhouwkunst aan de kunstakademie in Zürich.
In 1931 ging Stahly naar Parijs, waar hij een leerling was van Charles Malfray en Aristide Maillol aan de Académie Ranson. Hij ontmoette er Jean Le Moal, Alfred Manessier en Étienne Martin. In 1934 huwde hij met Claude Favre, die hem François ging noemen. Hij sloot zich aan bij de in 1936 in Lyon opgerichte kunstenaarsgroepering Témoignage en exposeerde met de andere leden in 1938 en 1939 in Parijs. In 1937 kreeg Stahly zijn eerste grote opdracht, samen met de kunstenaar Fred Littmann, een reliëf te vervaardigen voor het Palais de la Femme van de Exposition universelle des arts et techniques de Paris 1937.
In 1940 week Stahly, met zijn Duitse nationaliteit, uit naar de zogenaamde vrije zone (de "zone libre") van Frankrijk, waar hij zich uiteindelijk vestigde in Oppède en samenwerkte met de kunstenaars Étienne Martin, Bernard Zehrfuss en Marcel Duchamp.
Na de bezetting verkreeg Stahly in 1944 de Franse nationaliteit en in 1945 keerde hij terug naar Parijs. Hij werd lid van het bestuur van de Salon de la Jeune Sculpture en vestigde in 1949 zijn atelier in de stad Meudon. In 1958 werkte hij veelvuldig samen met de beeldhouwer Étienne Martin.
Van 1960 tot 1965 verbleef Stahly in de Verenigde Staten.
Hij keerde in 1966 weer terug naar Frankrijk.
Stahly werd in 1992 gekozen tot lid van de Académie des Beaux-Arts.
Hij werd voorts benoemd tot:
- Ridder in het Legioen van Eer (Frankrijk)
- Officier in de Nationale Orde van Verdienste (Frankrijk)
- Commandeur in de Orde van Kunst en Letteren (Frankrijk).

## Werken (selectie)
- Altaar en tabernakel 1947, Église du couvent des Trappistes in Bricquebec - met Étienne Martin
- Glas in loodraam in reliëf 1952-1956, Église St-Martin in Baccarat - met Étienne Martin, Antoine Poncet, Jacques Delahaye, Claude Idoux, Lenormand, Reynard en Denise Chesnay.
- Roosvenster 1953-1954, Église de la Vallée-au-Bled in Algerije - met Étienne Martin en Claude Idoux.
- Façade du Pavillon de Paris-Match 1955, Exposition de l'Habitation du Salon des Arts Ménagers de Paris - met Étienne Martin en Denise Chesnay.
- Plafond et mur-relief 1955-1958, Chapelle du Saint-Sacrement du Pavillon du Vatican voor de Expo 58 van Brussel - met Alberto Giacometti, Étienne Martin, Giselle Pinsard, Swoboda, Véra Pagava.
- Le Poisson 1959, Skopje
- Astre II 1960, Faculté de Pharmacie de Paris.
- Fontaine 1961/62, Kayser Steel Company in Fontana.
- Fontaine 1961/62, Civic Center in Seattle.
- Fontaine des Quatre Saisons 1961/64, Golden Gate Way Park in San Francisco.
- Fôret de Tacoma 1962, Seattle
- Fontaine 1962/63, Université des Hautes Études Economiques Internationales in Sankt Gallen.
- Portique of L'Écho de la Forêt 1962/63, Maison de Radio France in Parijs.
- Grande Fleur IV 1962/68, Lycée d'Enseignement Professionnel in Wingles.
- Les Grandes Fleurs 1964, Maison des jeunes et de la culture in Colombes.
- Venus 1965, Nationale museum voor moderne kunst in Tokio
- Palo Alto 1965, Stanford-universiteit in Palo Alto
- Arbre-méandre I 1965/66, Banque Itau in Sâo Paulo.
- La Pyramide 1965/66, École normale supérieure aan de rue d'Ulm in Parijs.
- Colonne 1965/66, Art Center in Dallas.
- Labyrinthe 1965/68), Faculté de Jussieu in Parijs
- Neptune 1967, Musée d'art et d'histoire in Meudon
- Colonne croissance 1967/68, Fondation Gianadda in Martigny
- Neptune II 1969, Musée de la sculpture en plein air in Parijs
- Ville imaginaire 1969/73
- Jardin Labyrinthique 1969/74, Empire State Plazza in Albany.
- Jardin-Labyrinthe 1972/73, Faculté des Sciences in Poitiers.
- Le Totem 1973, Faculté des Lettres in Pau.
- Le Grand Aimant 1974, Bibliothèque de l'I.U.T. in Rennes-Beaulieu.
- Pierre Totémique 1980/81, Lycée Ampère in Arles.
- Aegidiimarktbrunnen 1982/83[3], Aegidiimarkt in Münster.
- Hommage aux hommes de la mer perdus aux quatre vents de la Méditerranée 1984, in Cadaqués.
- Mémorial pour le Général de Gaulle 1990/91, Porte Maillot - met Parvine Curie